# Hedemora
Hedemora és una localitat situada al Comtat de Dalarna, Suècia. L'any 2010 tenia 7.273 habitants.